# Olše (řeka)
Olše (dříve Olza, polsky Olza, dříve Oldza nebo Olsza, v těšínském nářečí Olza; německy Olse [olze]) je řeka v okresech Frýdek-Místek a Karviná v České republice a ve Slezském vojvodství v Polsku, přičemž částečně tvoří státní hranici. Severně od Bohumína se vlévá do Odry. Olše je 86,2 km dlouhá, její povodí má rozlohu 1 118 km², z toho 479 km² na území Polska.

## Název
V místních dialektech se řece podél toku říkalo Olza, Olsa, Olša. Jméno Olza, dříve Oldza, pochází zřejmě od slova „oliga“ [olьga], což v jazyce starých Slovanů označovalo „řeku bohatou na vodu“ (obdoba ruské Volga).
Historickou studii na téma pojmenování řeky obsahuje článek Olza a Olše , který uveřejnil Dan Gawrecki v časopise Těšínsko č.3, ročník 1993.
Etymologie Jürgena Udolpha vychází z předpokládaného tvaru Aliga, Olьga, Oldza. Tentýž autor rekonstruoval kořenovou podobu *el-g/*ol-g- (zapáchat, hnít). Olza tedy znamená dle Udolpha páchnoucí řeka. Podle výkladu Ondřeje Šefčíka dnešní Olza (Olьza, germánská Aliza) po uplatnění Vernerova zákona vznikla z původního, staroevropského Alisa. Jméno Olza snad tedy znamenalo prostě jen tok, což je z hlediska pravidel pro určování staroevropských hydronym naprosto regulérní.
V německy vydaných mapách se řeka objevuje od roku 1493 jako Olsa (německy čteno [olza]). Název Olsza [olša] či Olše vznikl díky jazykovým puristům na konci 19. století. Na 10. shromáždění Kongresu Poláků v České republice v roce 2008 zavázali delegáti radu Kongresu k rozhodným akcím za oficiální navrácení jména Olza v Česku. Politické hnutí Coexistientia-Soužití připravilo petici s názvem: „Znovunavrácení původního historického názvu řece OLZA“. V roce 2010 ministr Michael Kocáb, předseda Rady pro národnostní menšiny požádal o stanovisko Ministerstvo vnitra, které přejmenování nedoporučilo z těchto důvodů:
- Náklady spojené se změnou názvu se jeví jako neúměrně a zbytečné.[8]

- Oprava názvu ve všech státních mapách a vyhláškách by byla nákladná.
- Změna česko-polské smlouvy o společných státních hranicích je těžko uskutečnitelná.

Mimo otvírání česko-polské smlouvy s nevyřešeným územím o velikosti 368,54 ha, je problém i s rizikem národnostních vášní.
V roce 2016 projednávala návrh na změnu názvu Názvoslovná komise Českého úřadu zeměměřického a kartografického. Shoda panovala na věcné správnosti návrhu, převážily však argumenty poukazující na nepřiměřené problémy při procesu změny názvu.

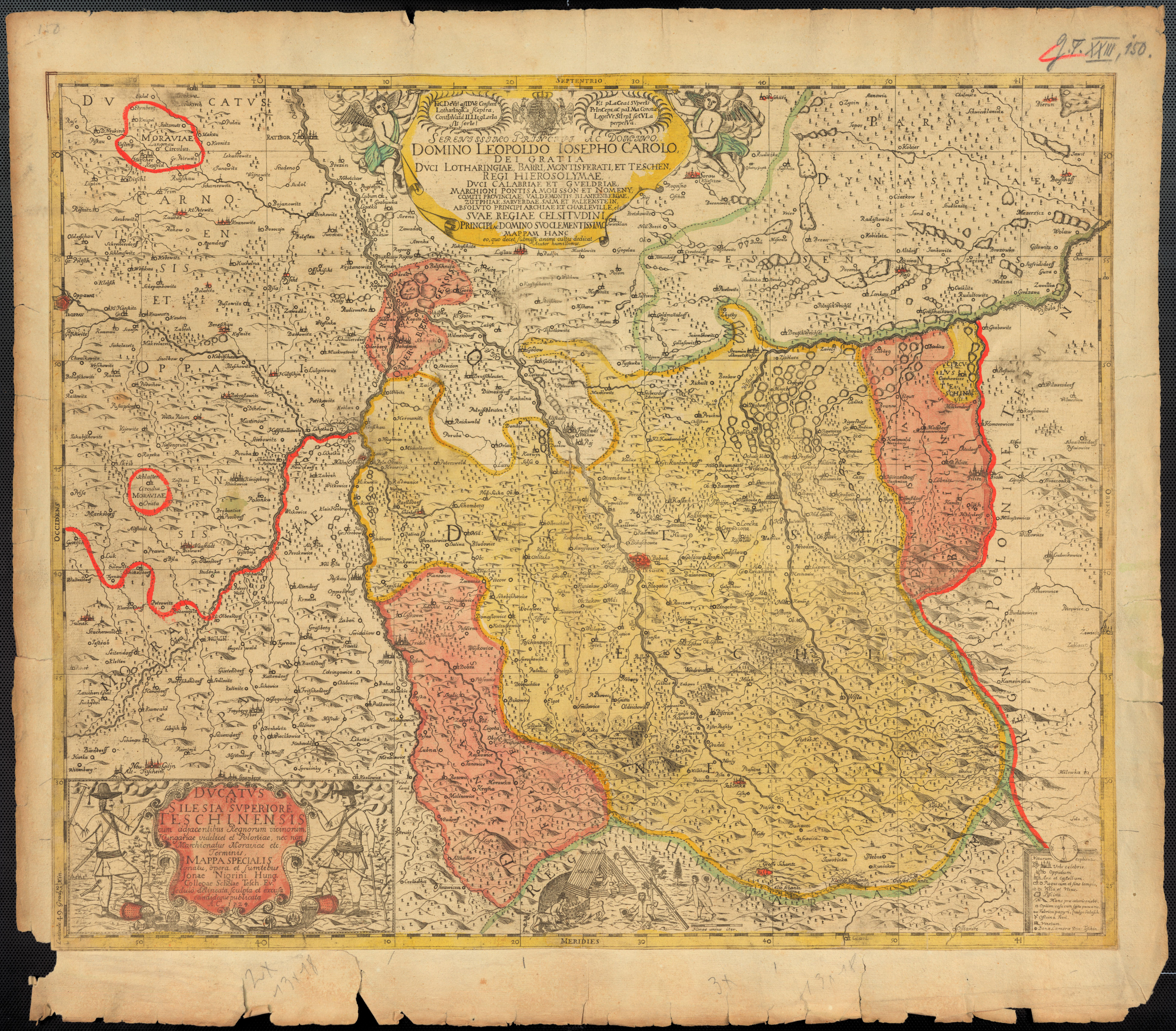
Název Olse [olze] na mapě z roku 1724

## Příčiny i údajné příčiny používání názvu Olše
- lidová etymologie, předpokládající původ názvu odvozením z názvu stromu olše[11]
- počeštění přidáním háčku nad „s“ v německém názvu Olse [olze] použitém např. Jonášem Nigrinim v roce 1724[12][9]
- naivněnacionalistický aktivizmus jak na české (Olešnice, Olše), tak polské (Olsza) straně[11]

- servilita „Kartografického ústavu“, kde bylo dne 1. 10. 1961[13] převzato pojmenování ze sovětských vojenských map[14] Tato informace je nepřesná:
  - Výzkumný ústav geodetický, topografický a kartografický (VÚGTK) se problematikou názvů nezabýval
  - od roku 1954 se zabývala problematikou názvů Názvoslovná komise kartografická při Ústřední správě geodesie a kartografie nikoli Ústav; výstupem její práce byl Seznam hlavních vodních toků a ploch ČSSR, který byl pouze pro potřeby kartografů.[15][16]
  - název Olše byl používán už v mapách vydávaných v letech 1918-1939 (název Olza byl někdy uveden v závorce)Název Olša na mapě z roku 1904

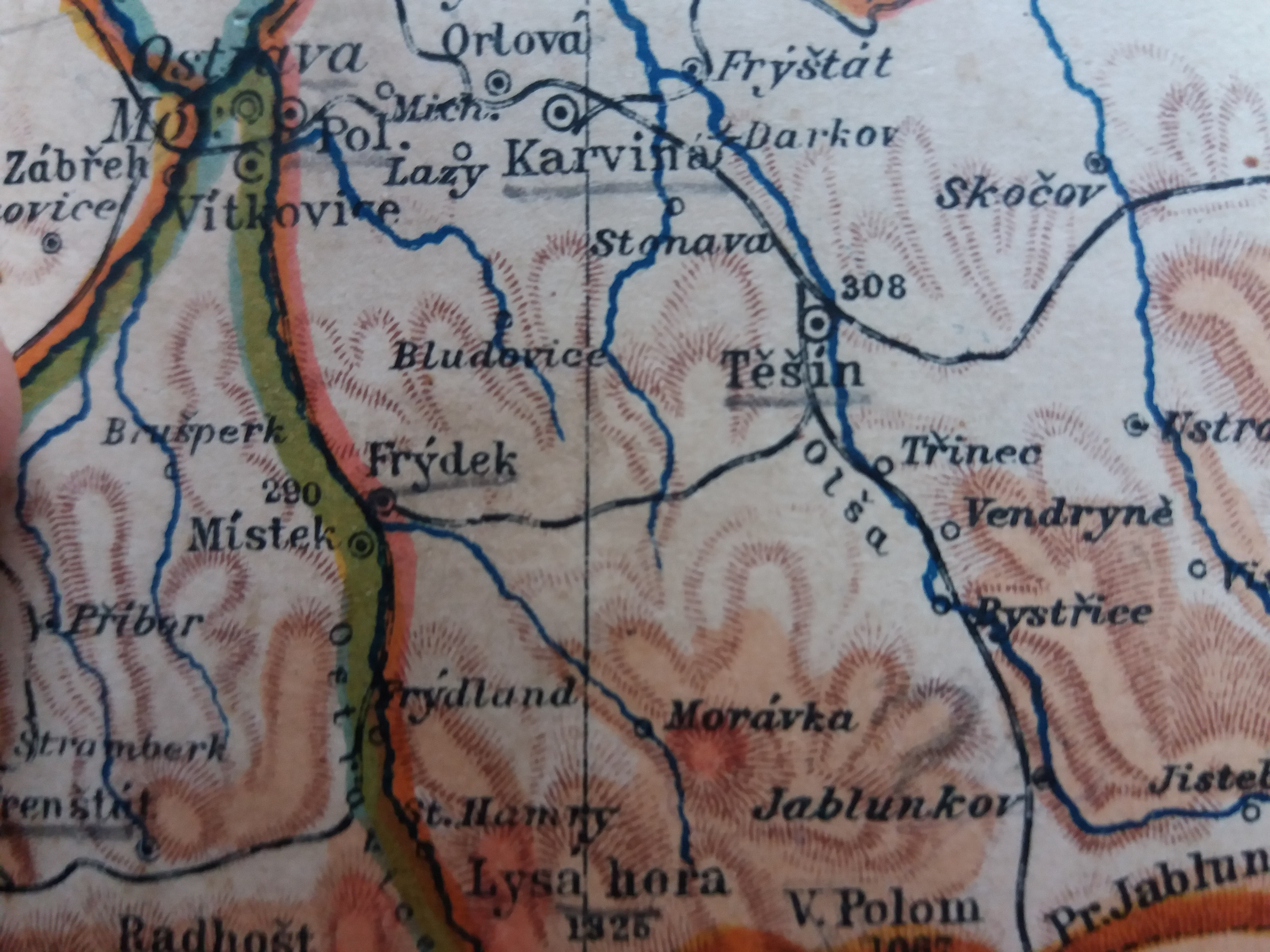
Název Olša na mapě z roku 1904

## Průběh toku
Pramení nedaleko polské vesnice Jistebná ve Slezských Beskydech v krajinném parku Park Krajobrazowy Beskidu Śląskiego v nadmořské výšce 840–880 metrů. V horní části od Jablunkova po Třinec tvoří hranici mezi Slezskými a Moravskoslezskými Beskydy. Od Těšína ke Karviné a od Závady k ústí tvoří česko-polskou hranici. Vlévá se do řeky Odry u polské vesnice Olza v nadmořské výšce 195 metrů.
Větší přítoky:
- levé – Lomná, Jasení potok, Kopytná, Tyrka, Bystrý potok, Neborůvka, Ropičanka, Hrabinka, Stonávka, Karvinský potok, Mlýnka, Lutyňka, Jatný potok
- pravé – Hluchová, Líštnice, Puncówka, Bobrůvka (v Polsku), Petrůvka, Šotkůvka (Szotkówka)

## Vodní režim
Průměrný průtok ve Věřňovicích na říčním kilometru 7,5 činí 15,4 m³/s. Maximální průtok na témže místě 17. května 2010 dosáhl cca 1 030 m³/s.
| místo       | říční km | plocha povodí | průměrný průtok (Qa) | stoletá voda (Q100) |
| ----------- | -------- | ------------- | -------------------- | ------------------- |
| Jablunkov   | 65,55    | 93,16 km²     | 1,94 m³/s            | 239,0 m³/s          |
| Český Těšín | 40,99    | 384,60 km²    | 7,43 m³/s            | 626,0 m³/s          |
| Věřňovice   | 7,47     | 1075,62 km²   | 15,4 m³/s            | 970,0 m³/s          |

## Využití
Na řece Olši leží několik významných měst, z nichž největší je Karviná. V minulosti poblíž Olše také stálo několik hradů a zámků: Šance, Hrádek, hrad a zámek v Těšíně, zámky Ráj, Solca, Fryštát v Karviné a Petrovice u Karviné, z nichž jen zámky Fryštát a Petrovice jsou dodnes stojící a veřejnosti přístupné. Také hrad a zámek v Českém Těšíně je přístupný, ale z někdejšího hradu jsou dnes jen trosky.

## Kultura

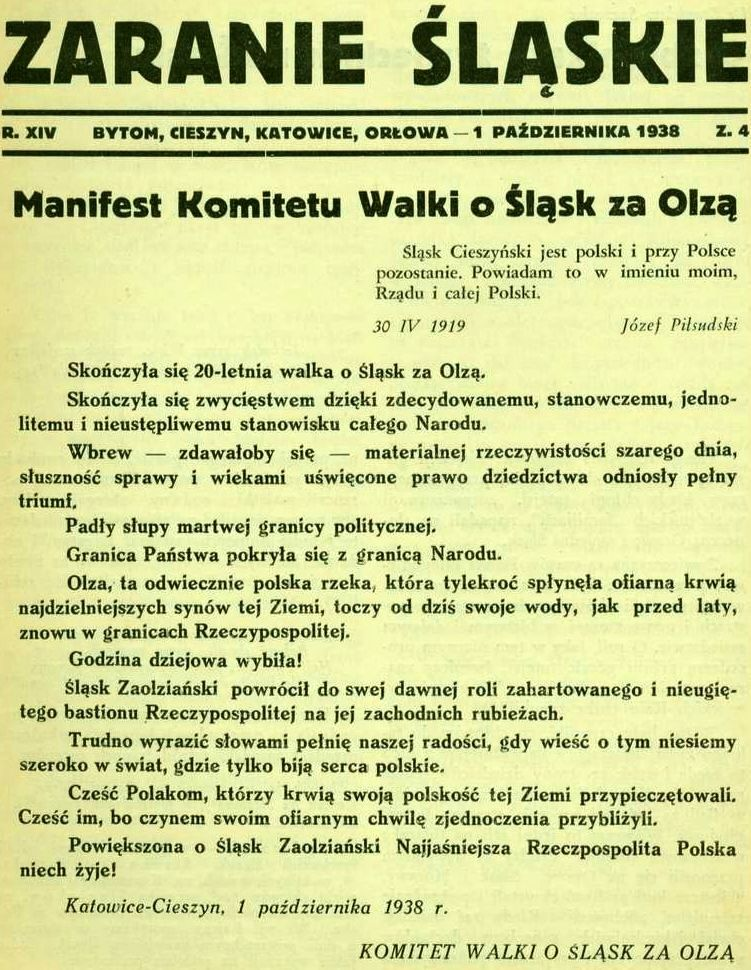
„Olše, ta odvěky polská řeka“ – polská propaganda v době polského záboru východní části československého Těšínska v roce 1938

Řeka Olše má velký význam i pro místní polskou menšinu – k řece se vztahuje i její neoficiální hymna Płyniesz Olzo po dolinie (Plyneš Olše po dolině). Poláci též nazývají východní část českého Těšínska Zaolzie (Zaolší – oblast ležící za řekou Olší viděno směrem z Polska), přestože částečně leží i na pravém břehu řeky.

## Galerie

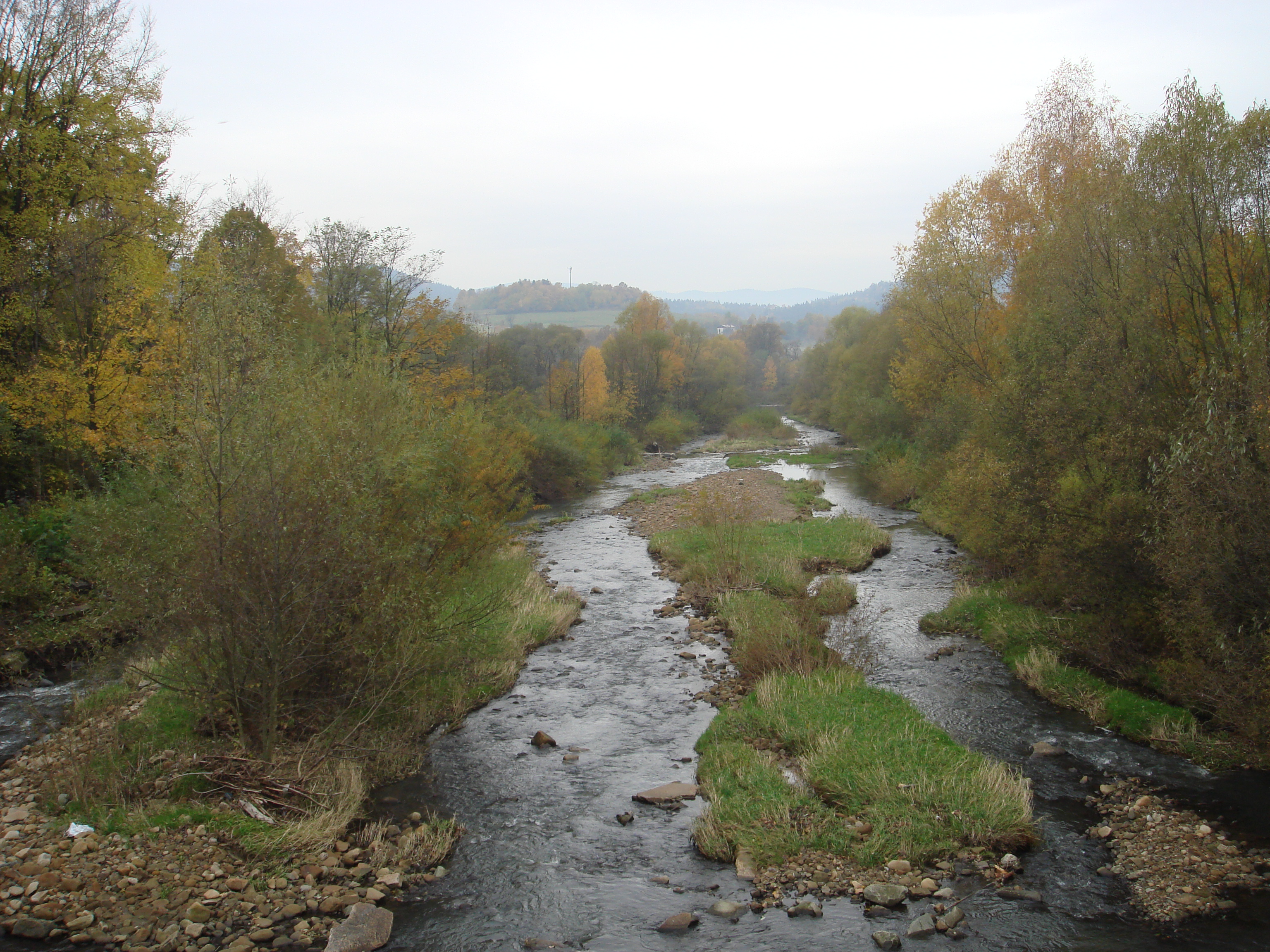
Olše v Bukovci
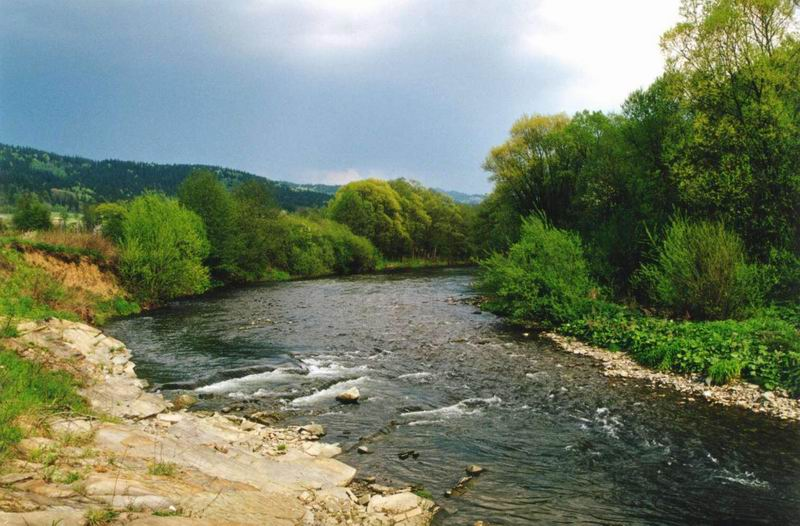
Olše v Hrádku
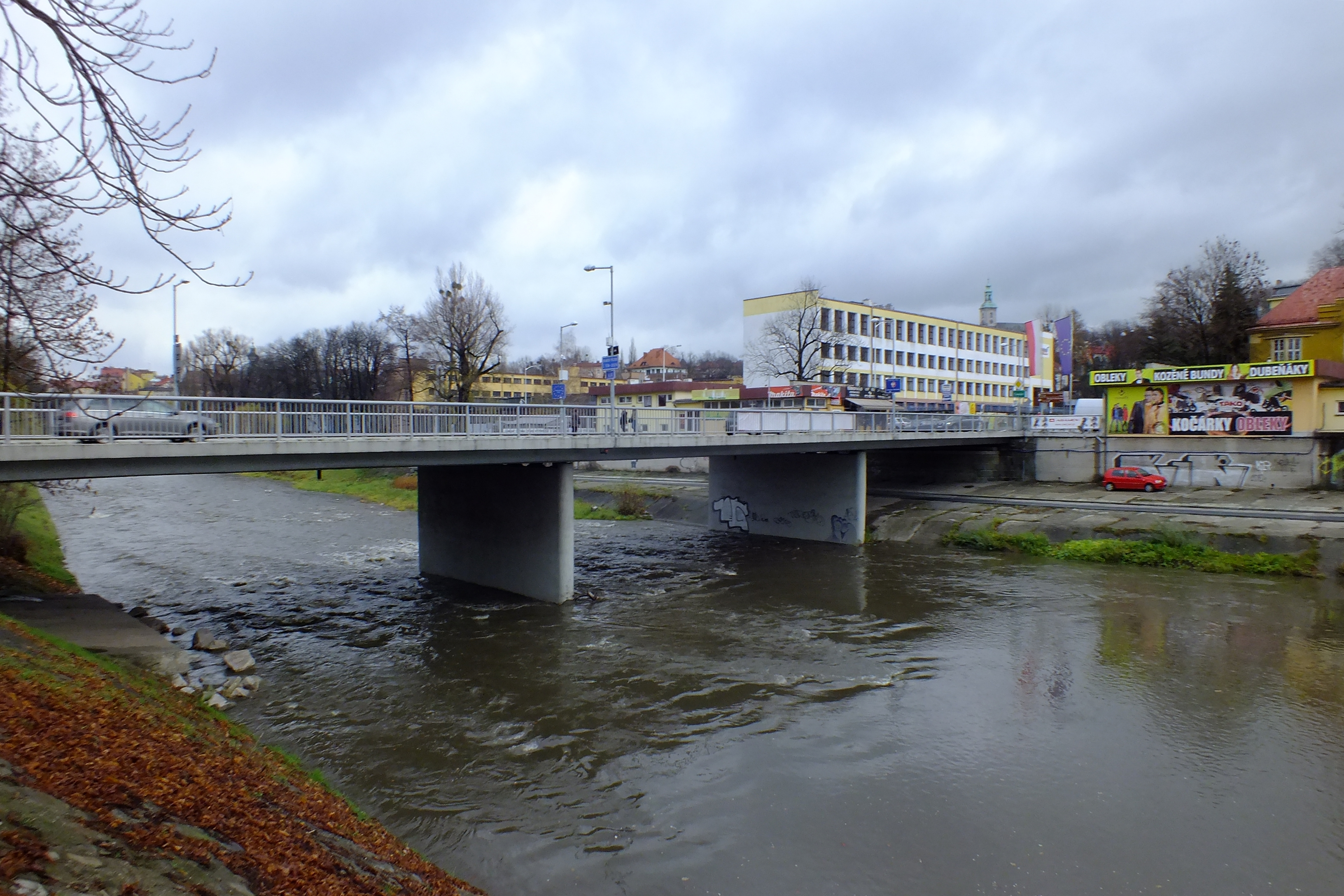
Olše v Těšíně
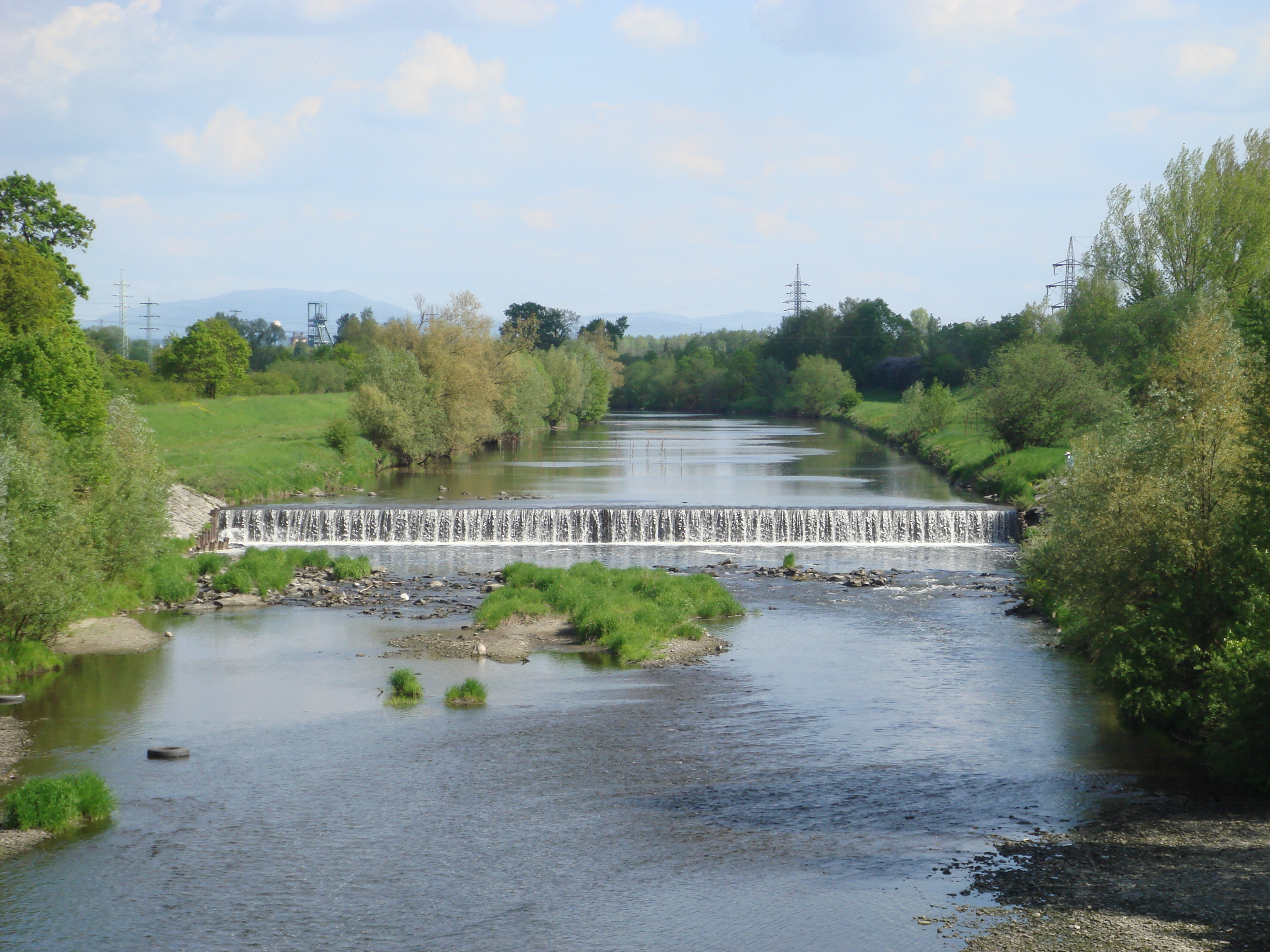
Olše v Karviné
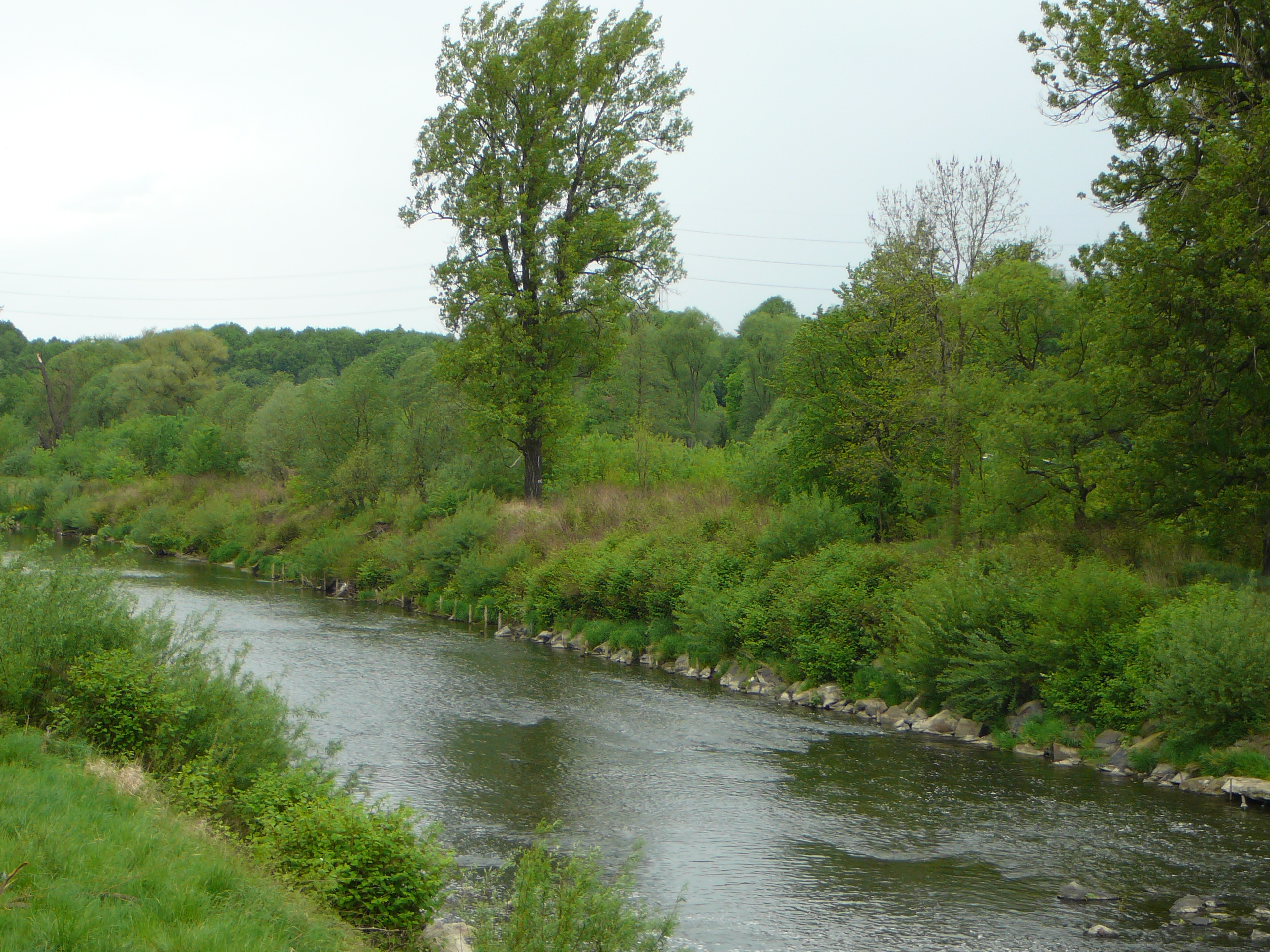
Olše ve Věřňovicích